# Katarische Davis-Cup-Mannschaft
Die katarische Davis-Cup-Mannschaft ist die Tennisnationalmannschaft Katars, die das Land im Davis Cup vertritt.

## Geschichte
Katar nahm 1992 erstmals am Davis Cup teil. Bislang konnte die Mannschaft dreimal die Kontinentalgruppe II der Ozeanien-/Asienzone erreichen, verlor aber stets die Auftaktbegegnung. Erfolgreichster Spieler ist bisher Sultan Al-Alawi mit 51 Siegen bei insgesamt 64 Teilnahmen. Er ist damit auch Rekordspieler.